# Préraphaélisme
Le préraphaélisme est un mouvement artistique né en Angleterre en 1848. Ce mouvement tient la peinture des maîtres italiens du XVe siècle, prédécesseurs de Raphaël, comme le modèle à imiter.

## Les débuts de la confrérie
L'histoire des préraphaélites débute avec la rencontre entre William Holman Hunt et John Everett Millais à la Royal Academy. Considérant que l'art anglais était sclérosé par le conformisme académique, ils souhaitaient retrouver les tonalités claires, vives et chantantes des grands maîtres d'autrefois.
Dante Gabriel Rossetti rencontra Millais et Hunt à la Royal Academy où, las des banalités enseignées, ils passaient leurs soirées à contempler un recueil de gravures des fresques du Camposanto monumentale de Pise (réalisées par des artistes tels qu'Orcagna ou Benozzo Gozzoli). En 1847, Hunt, Rossetti et Millais débattirent dans l'atelier de ce dernier, de l'une des œuvres les plus représentatives du talent de l'artiste Raphaël, La Transfiguration (Vatican, Rome). « Nous la condamnions pour son dédain grandiose de la simplicité et de la vérité, pour les poses pompeuses des Apôtres et les attitudes du Sauveur, contraires à une spiritualité vraie. » Ce tableau avait, à leurs yeux, marqué un pas décisif vers la décadence de l'art à l'époque de la Renaissance italienne.
Millais, Hunt et Rossetti fondèrent officiellement la confrérie en 1848, avant d’être rejoints par James Collinson, le sculpteur Thomas Woolner et les critiques d'art William Michael Rossetti et Frederic George Stephens, auxquels se joindront par la suite Walter Deverell, Arthur Hughes et Charles Allston Collins.

### Intentions

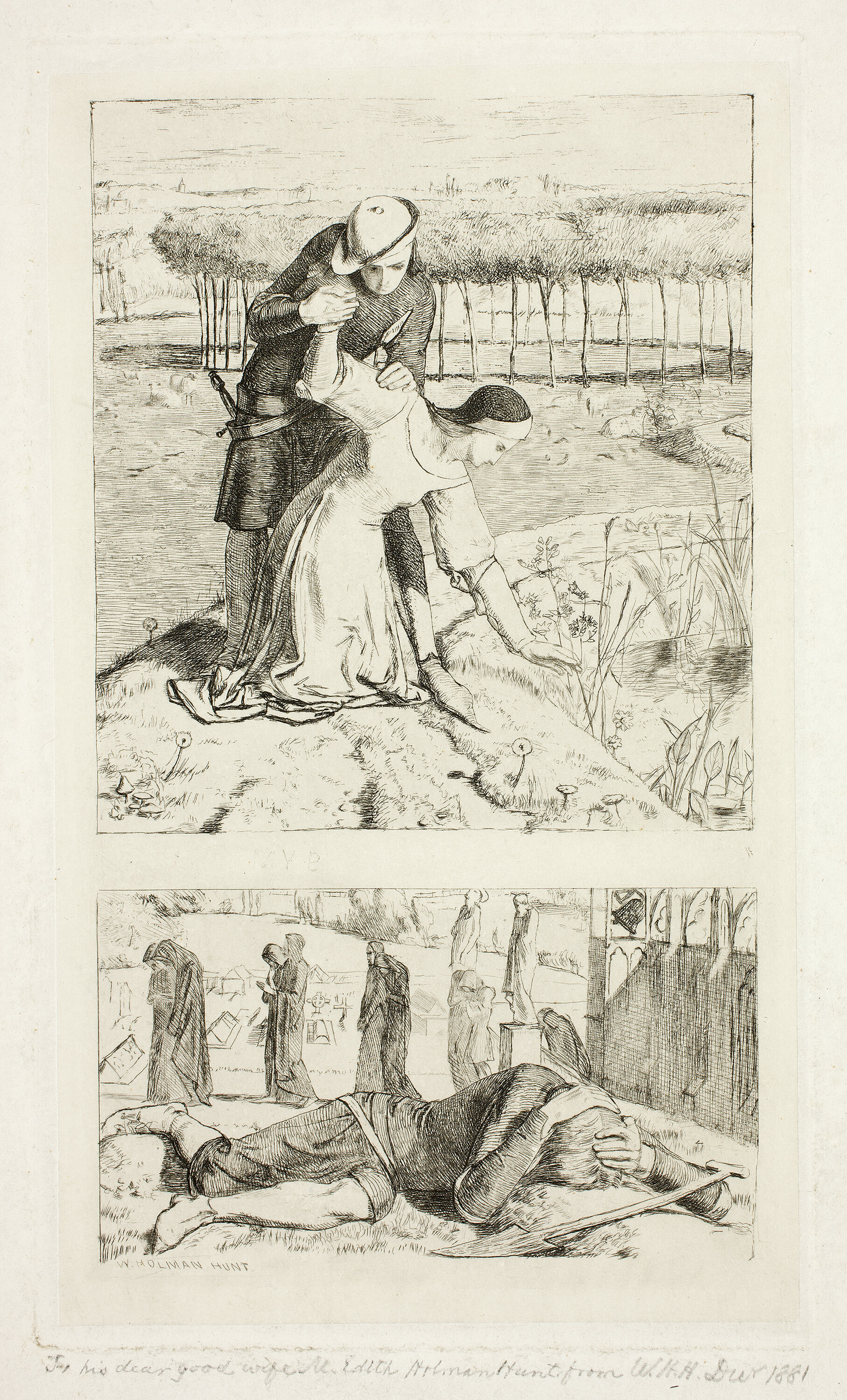
Illustration par William Holman Hunt du poème de Thomas Woolner, My Beautiful Lady, publié dans le périodique The Germ en 1850.

Les préraphaélites avaient pour dessein, entre autres, de rendre à l’art un but fonctionnel et édifiant : leurs œuvres avaient pour fonction d’être morales. Mais cela n’excluait pas leur désir d’esthétisme. Le but de ces artistes était de s’adresser à toutes les facultés de l’humain : son esprit, son intelligence, sa mémoire, sa conscience, son cœur… et non pas seulement à ce que l’œil voit.
Les préraphaélites aspiraient à agir sur les mœurs d’une société qui, à leurs yeux, avait perdu tout sens moral depuis la révolution industrielle. Cependant, « il ne suffit pas que l’art soit suggestif, soit didactique, soit moral, soit populaire ; il faut encore qu’il soit national ».

### Principes et caractéristiques
La franchise et l’application étaient les mots d’ordre de cette nouvelle « école » : on n’imite plus les grands maîtres de la Renaissance. En opposition à l'académisme victorien, ils voulaient retrouver la pureté artistique des primitifs italiens, prédécesseurs de Raphaël, notamment en imitant leur style. Ils privilégiaient le réalisme, le sens du détail et les couleurs vives.
Même si on ne peut pas réellement parler d’« école » par le manque de style homogène entre les peintres, les préraphaélites avaient les mêmes objectifs. En 1850, ils publièrent une revue périodique, The Germ (seuls quatre numéros virent le jour), dans laquelle ils exposaient la théorie de leur mouvement. Dès sa sortie, la revue, éreintée par la critique, fit scandale. Dans le premier numéro, William Michael Rossetti fit une déclaration d’intention du préraphaélisme :
- pour lui, il fallait avoir des inspirations sincères, des idées consistantes à exprimer, étudier attentivement la nature pour savoir l’exprimer, aimer ce qui est sérieux, direct et sincère dans l’art du passé et au contraire rejeter ce qui est conventionnel, auto-complaisant et appris dans la routine, et le plus important, produire des peintures et sculptures « absolument belles »[5] ;
- chaque figure devait être reproduite selon un modèle et d’après un seul modèle pour éviter toute idéalisation (Feuilles d'automne de Millais) ; le dessin devant, autant que possible, être d'origine et d'un modèle réel  ;
- le dessin était minutieux, privilégiant les détails ; les couleurs vives et tonales étaient souvent simples et franches, la réalité des personnages était préconisée dans une exécution lisse. Ils limitaient les effets de profondeur et de volumes avec peu de jeux d’ombres et de lumière ;
- leurs sujets de prédilection étaient les thèmes bibliques, le Moyen Âge, la littérature et la poésie (Shakespeare, Keats, Browning...).

### Paradoxe des doctrines
Le préraphaélisme était contradictoire. Il méprisait la peinture inspirée de Raphaël, et pourtant Hunt admira le maître dans sa jeunesse, comme on peut le lire ici : « Ni alors, ni depuis lors, nous n’avons affirmé qu’il n’y eût pas un art sain et excellent depuis Raphaël, mais s’il nous semblait que l’art d’après lui avait souvent été touché du chancre de la corruption et que c’était seulement dans les œuvres antérieures que nous pouvions trouver avec certitude la santé parfaite, ce fut dans un léger esprit de paradoxe que nous convînmes que Raphaël, le prince des peintres, était l’inspirateur de l’art actuel, car nous voyions très bien que la pratique des peintres contemporains était très éloignée de celle du maître dont ils se réclamaient. »
Les préraphaélites prônaient le parti d’imiter le style dur et rigide des primitifs (italiens et flamands), mais Rossetti, par contre, figurait d'amples poitrines, de rondes épaules et des bouches sensuelles de femmes. De plus, les préceptes préraphaélites exigeaient un réalisme intransigeant, alors qu’ils dépeignaient souvent un univers imaginaire (ex : Dante’s vision of Rachel and Leah de Dante Gabriel Rossetti). Un modèle unique était préconisé pour chaque personnage, mais Dante Gabriel Rossetti ne s’interdisait pas la fusion de plusieurs modèles, pratiquant ainsi une forme d’idéalisation contraire à la notion de naturalisme.

### Image des femmes et artistes femmes
Dans l'art préraphaélite, les femmes sont vues à la fois comme des anges salvateurs, telle la Béatrice de Dante, ou comme des beautés dangereuses. Les femmes représentées sont des symboles : personnages bibliques, mythologiques… plutôt que des personnes.
Les femmes représentées: Elizabeth Siddal, Annie Miller, Alexa Wilding (en) ou Jane Morris, ne sont pas toujours que modèles, mais peuvent être aussi elles-mêmes des artistes, comme Elizabeth Siddal, Evelyn De Morgan, Marie Spartali Stillman, Rebecca Solomon, Eleanor Fortescue-Brickdale ou Maria Zambaco.

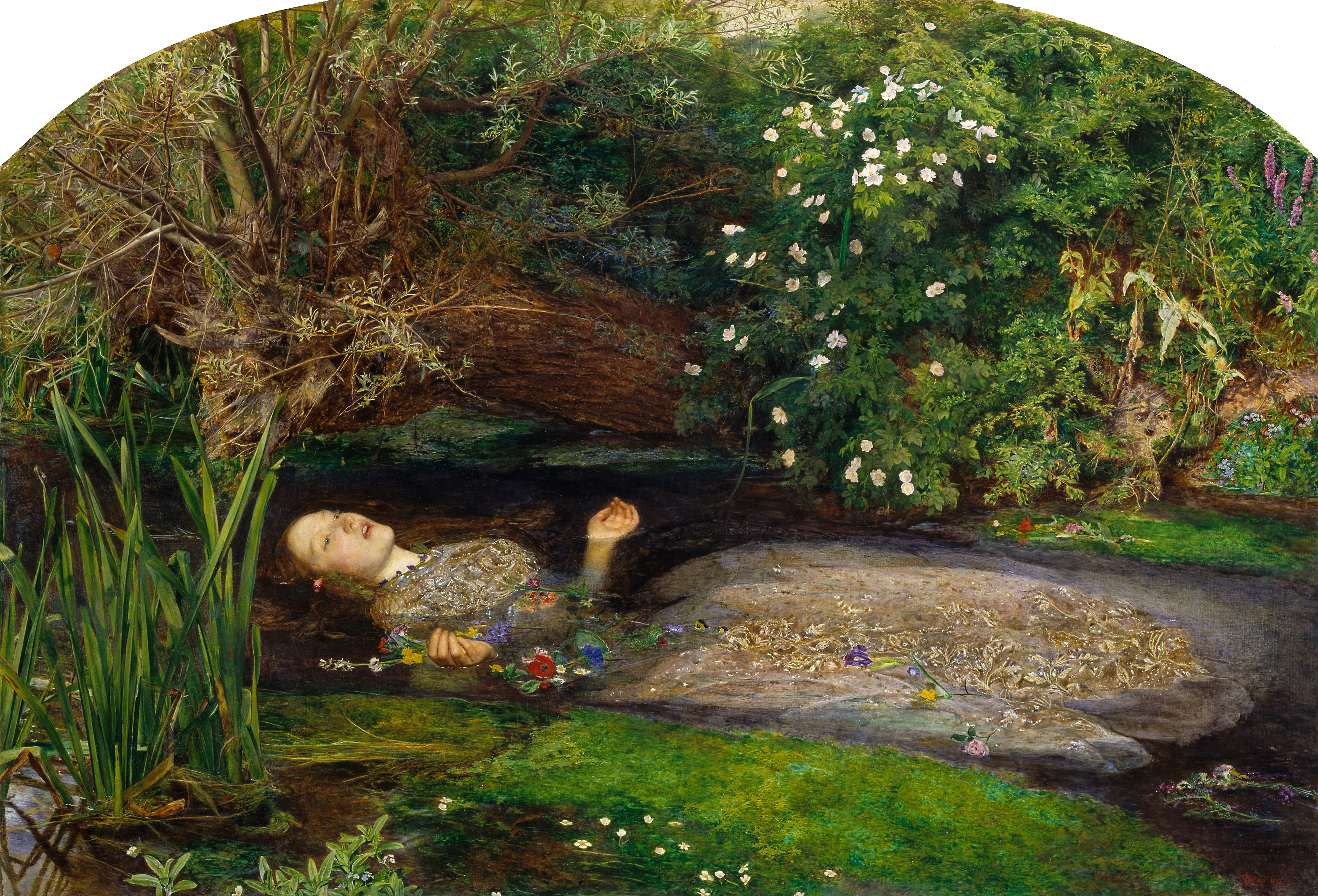
John Everett Millais. Ophélie, modèle: Elizabeth Siddal vers 1851, huile sur toile, 76,2 × 111,8 cm, Tate Britain, Londres.
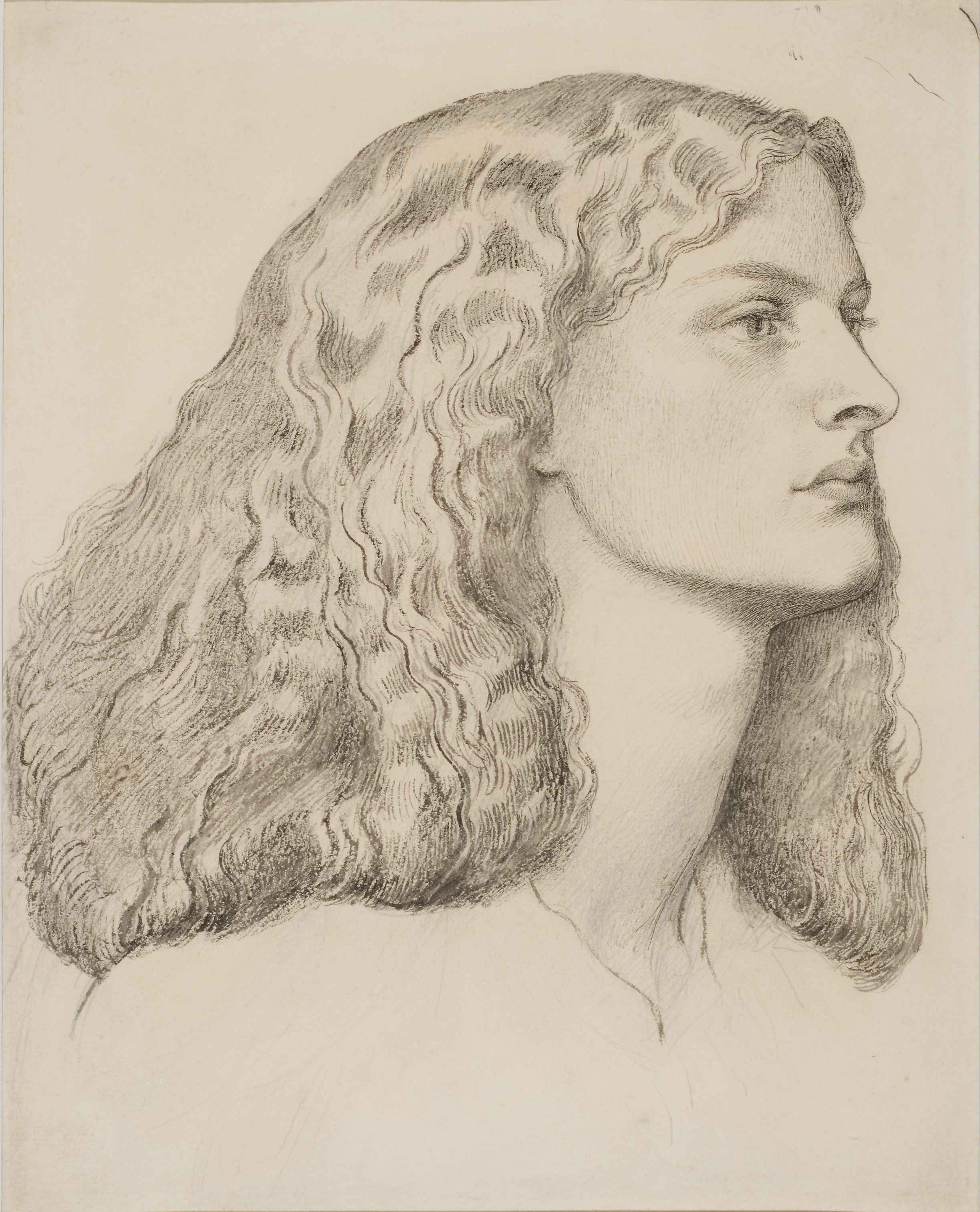
Dante Gabriel Rossetti. Portrait d'Annie Miller, vers 1860, dessin crayon et plume sur papier, 28,6 × 22,8 cm, Peter Nahum at the Leicester Galleries, Londres.
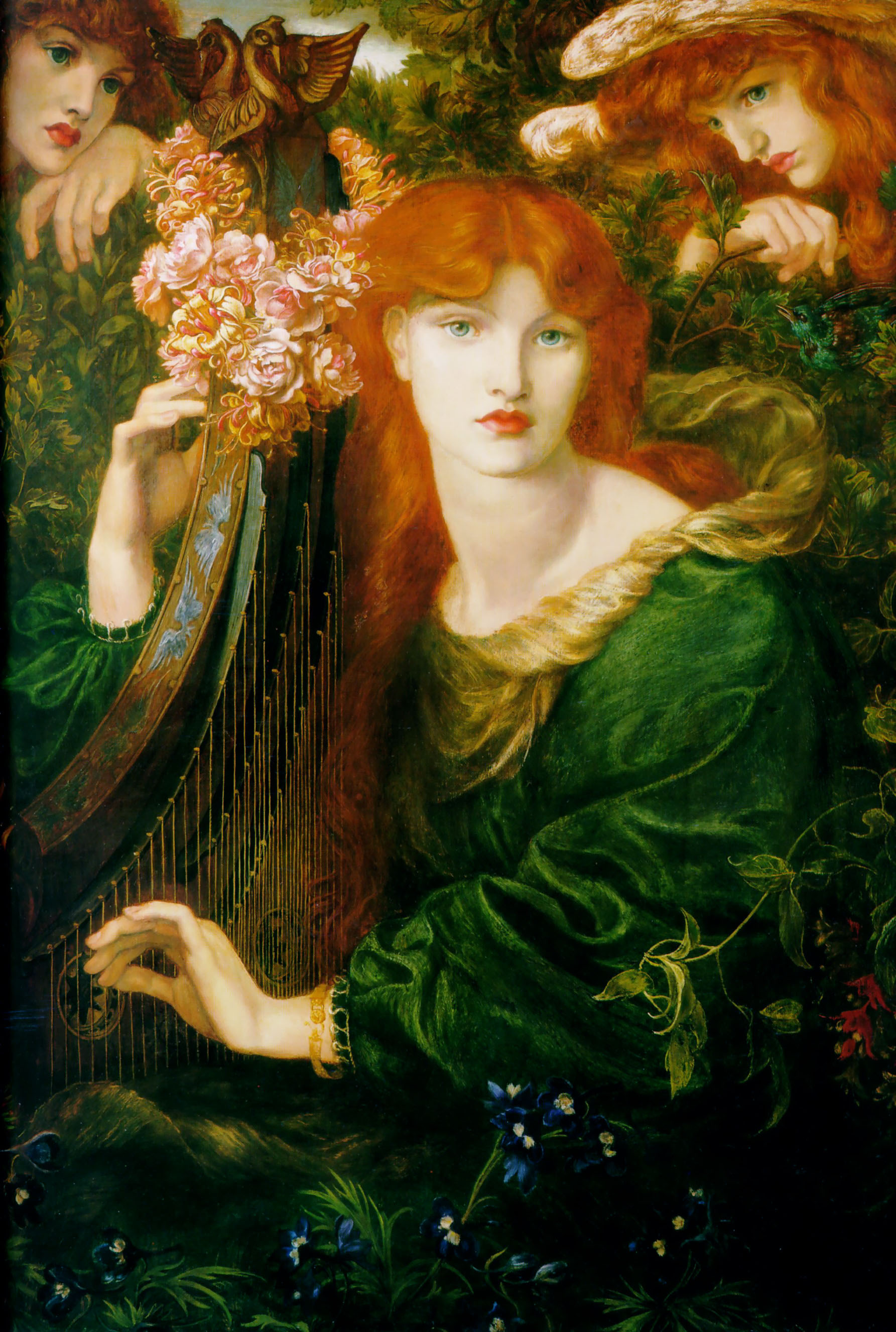
Dante Gabriel Rossetti. La Ghirlandata, modèle: Alexa Wilding , 1873, huile sur toile, 124-85 × cm, Guildhall Art Gallery (en), Londres.
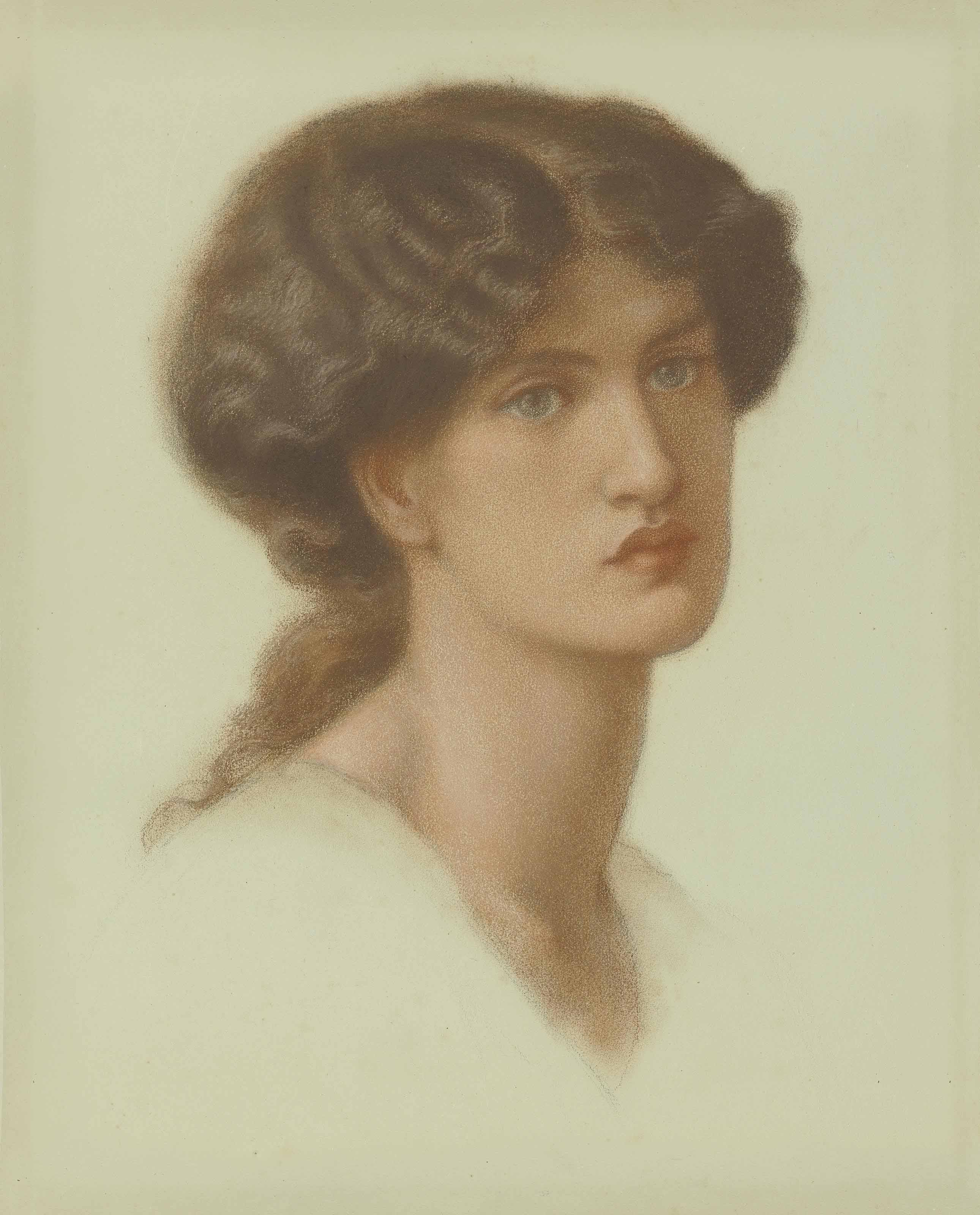
Dante Gabriel Rossetti. Portrait de Jane Morris, vers 1870, craie colorée sur papier, 50,1 × 40,3 cm, collection privée.

## Les premières expositions

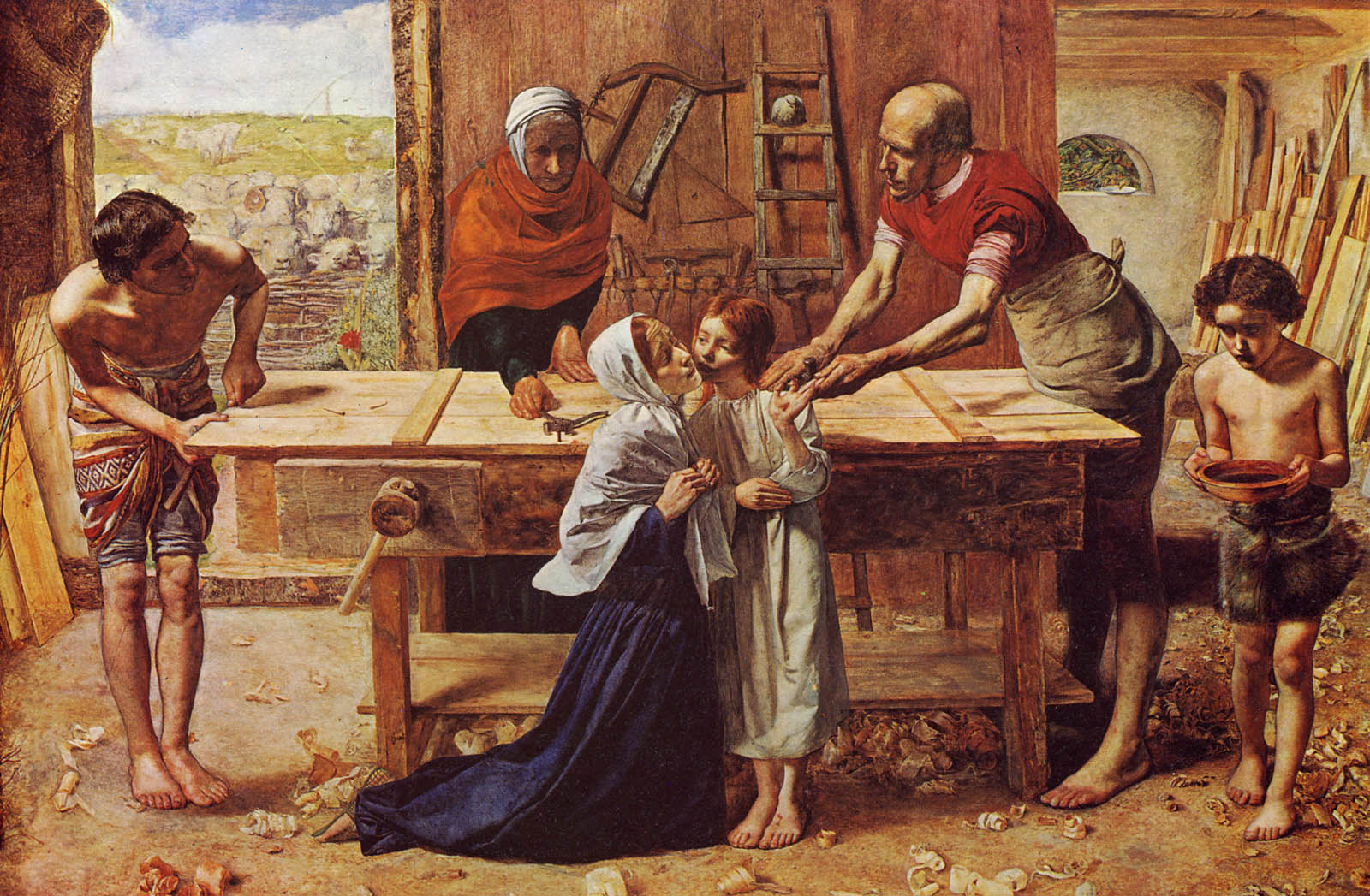
Le Christ dans la maison de ses parents (1849-1850), John Everett Millais, Tate Britain, Londres.

Le sigle PRB (Pre-Raphaelite Brotherhood), par lequel ils signaient leurs tableaux durant leur période militante, fut employé pour la première fois sur le tableau de Rossetti, The Girlhood of Mary Virgin. Ce tableau devait être exposé à la Galerie chinoise de Hyde Park Corner où Ford Madox Brown, maître de Rossetti, avait déjà exposé. Ces initiales provoquèrent la colère d'un Royaume-Uni bien-pensant qui imaginait, derrière ces trois lettres, un sens caché, blasphématoire ou mystique.
À l'exposition de 1849 à la Royal Academy, les œuvres préraphaélites furent relativement bien accueillies. Cependant, le sigle PRB commença à intriguer la presse qui accusa les artistes de conspirer contre l'Académie et les qualifia de « membres de secte secrète pro-catholique ». À l'exposition de 1850, Millais exposa Christ in the House of his Parents, Hunt A converted British family sheltering a Christian Missionary et Rossetti présenta Ecce Ancila Domini. À cette occasion, Charles Dickens critiqua directement Millais, ouvrant les hostilités contre la confrérie.
Lors de l'exposition de 1851, les préraphaélites étaient de plus en plus critiqués : pour leur perspective, leur minutie, le peu de jeux d'ombres et de lumières. Millais présentait Mariana, Hunt Valentine rescuing Sylvia from Proteus et Rossetti Spectator. John Ruskin prit la défense de la jeune confrérie par deux lettres restées célèbres qu'il avait envoyées au magazine Times et qui permirent de réhabiliter la popularité des artistes. Au Salon de 1852, The Huguenot et Ophelia de Millais reçurent un succès important et Hunt triomphait avec The Light of the World.
Les préraphaélites vécurent l'apogée de leur triomphe lors de l'Exposition universelle de 1855 qui eut lieu à Paris.
1857 sonna le temps de la « victoire » mais également celui de la dislocation de la confrérie. Ils arrêtèrent de signer PRB ; les peintres du début prirent des chemins différents : Woolner partit chercher fortune en Australie, Hunt voyagea en Palestine, Collinson se réfugia dans un couvent et Millais fut élu membre associé de la Royal Academy of Arts, tandis que Rossetti continua dans la veine archaïsante des premiers tableaux préraphaélites.

## Postérité

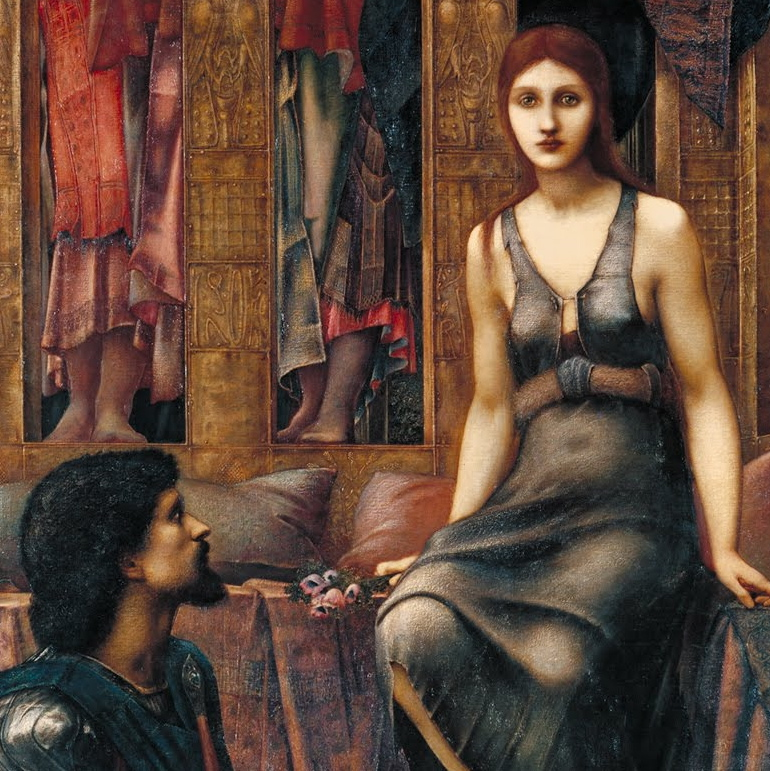
Le Roi Cophetua et la Jeune Mendiante (1884, détail) Edward Burne-Jones, Tate Britain, Londres.

Après 1855, le « premier groupe » s'est désarticulé. Hunt tenta de refonder la confrérie qui vit l’arrivée notamment d'Edward Burne-Jones et de William Morris. Mais ce qu’on nomme communément la « seconde génération » ne respectait plus aussi scrupuleusement le précepte de représentation fidèle de la nature.
Beaucoup d'entre eux furent photographiés par leur contemporaine Julia Margaret Cameron, pionnière de la photographie, qui s'inspira de leur mouvement dans ses propres travaux.
Ce mouvement, qui fut pourtant de courte durée, eut une influence importante sur les mouvements artistiques du XIXe siècle, particulièrement l'Art nouveau et le symbolisme, grâce à des artistes comme William Morris et Aubrey Beardsley. Une revue comme The Dome (1897-1900) marquée par la pensée de Walter Pater revendique l'héritage préraphaélite. En Allemagne, l'école de Beuron s'inspire des idées préraphaëlites tout en répudiant le naturalisme romantique de ce mouvement.
En Italie, un représentant prestigieux du mouvement préraphaélite était Cesare Saccaggi (1868-1934) de Tortona. Par ailleurs, les spécialistes Gian Carlo Menis et Licio Damiani relient l'œuvre singulière et expressive de Tita Gori (1870-1941) aux différents courants nés du préraphaélisme à travers sa charge religieuse, spirituelle, symbolique et poétique.

### Dans la littérature

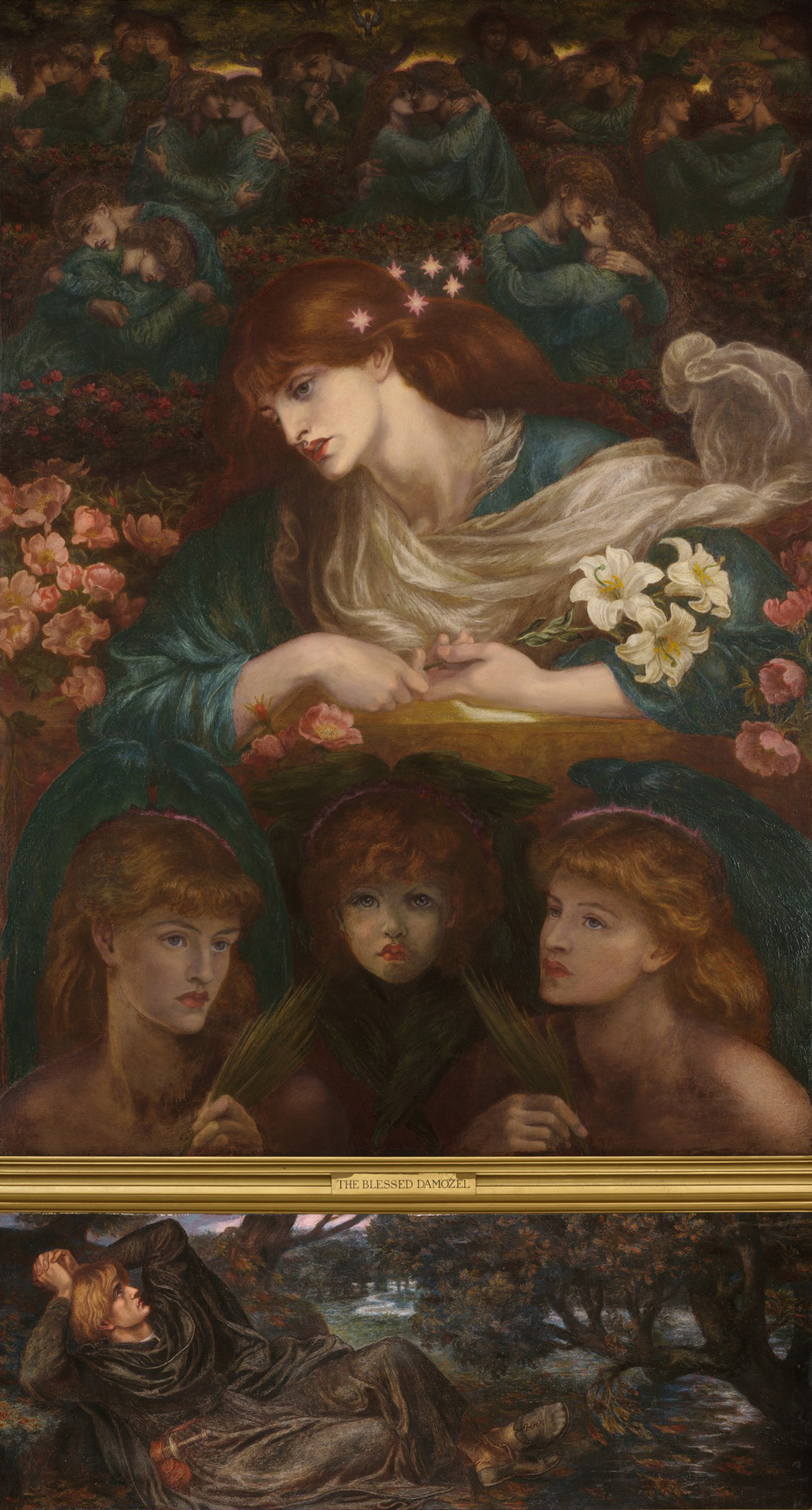
La Damoiselle élue (entre 1871 et 1878), Dante Gabriel Rossetti, Fogg Art Museum, Cambridge.

Dans son recueil de nouvelles Vieux New York (en) (1924), l'écrivaine américaine Edith Wharton évoque l'existence de ce groupe, sous forme de clin d'œil. Dans la nouvelle Aube mensongère, qui se déroule dans les années 1840, elle met en scène un jeune homme, parti en voyage en Europe, à qui son père confie la mission d'acheter quelques toiles de maîtres pour créer une galerie familiale. Le père, qui n'y connaît rien, se réfère à l'opinion des critiques contemporains et rêve d'acquérir un Raphaël. Mais le jeune homme se fait conseiller par de jeunes artistes rencontrés en Angleterre et en Italie, qui ne sont autres que Ruskin, Rossetti, Morris, Hunt et Brown. Le père, qui tient à posséder des toiles pour conforter sa position sociale aux yeux de ses invités, est furieux de ce choix car, à ses yeux, il est inutile de posséder des toiles dont personne ne connaît les auteurs. À la fin de la nouvelle, on apprend qu'il s'agissait d'une des plus belles collections de primitifs italiens du monde, retrouvée dans le grenier d'une descendante de la famille, ignorante de sa valeur.
En 1988, Philippe Delerm, retrace dans Autumn (prix Alain-Fournier en 1990), l'histoire romancée des préraphaélites sur fond d'époque victorienne, les peintres John Everett Millais, Dante Gabriel Rossetti et leur modèle Elizabeth Siddal, le critique d'art et peintre John Ruskin mais aussi l'écrivain Lewis Carroll.
Dans le roman La Fabrique de poupées (2019), Elizabeth Macneal (en) met en scène un peintre préraphaélite fictif, Louis Frost, et son modèle Iris, s'inspirant de Gabriel Rossetti et Elizabeth Siddal.

### En musique
La Damoiselle élue (en), le poème le plus connu de Dante Gabriel Rossetti, inspiré du poème d'Edgar Allan Poe, Le Corbeau , est publié dans la revue préraphaélite The Germ en 1850. Rossetti l'a illustré pour répondre à une commande de William Graham en 1871 puis 1877 pour la prédelle.
Traduit par Gabriel Sarrazin le poème a inspiré à Claude Debussy sa Damoiselle élue, poème lyrique pour deux voix de femme, chœur et orchestre composé en 1887-1888. L'œuvre, dédiée à Paul Dukas, est créée  le 8 avril 1893 à la Société nationale de musique par Julia et Thérèse Robert, sous la direction de Gabriel Marie.

## Collections

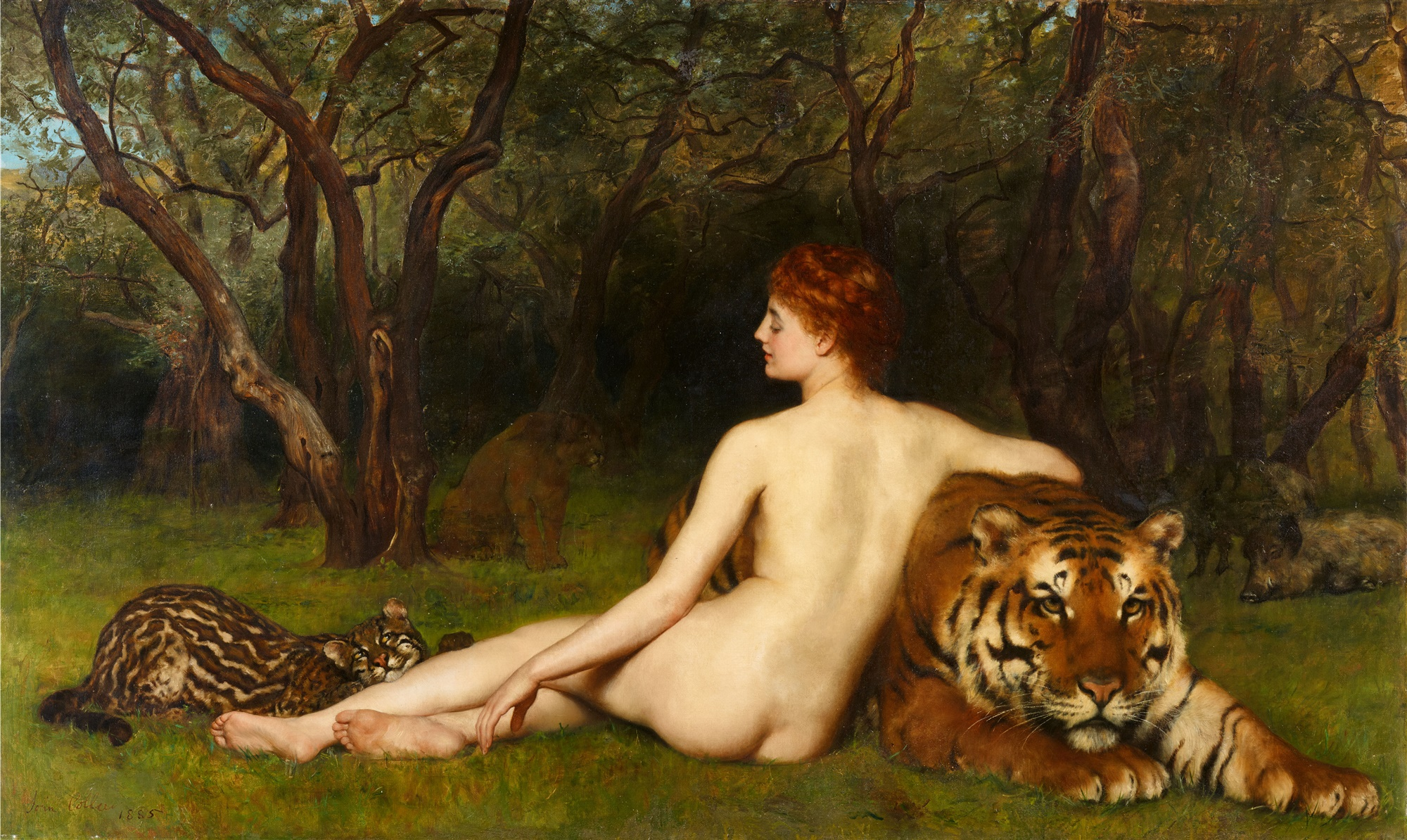
Circé (1885), John Collier, Ger Eenens Collection The Netherlands (Pays-Bas). Le tableau présentant la puissante magicienne de lOdyssée d'Homère fut présenté à la World's Columbian Exposition Department K Britannica de l'Exposition universelle de 1893 à Chicago.

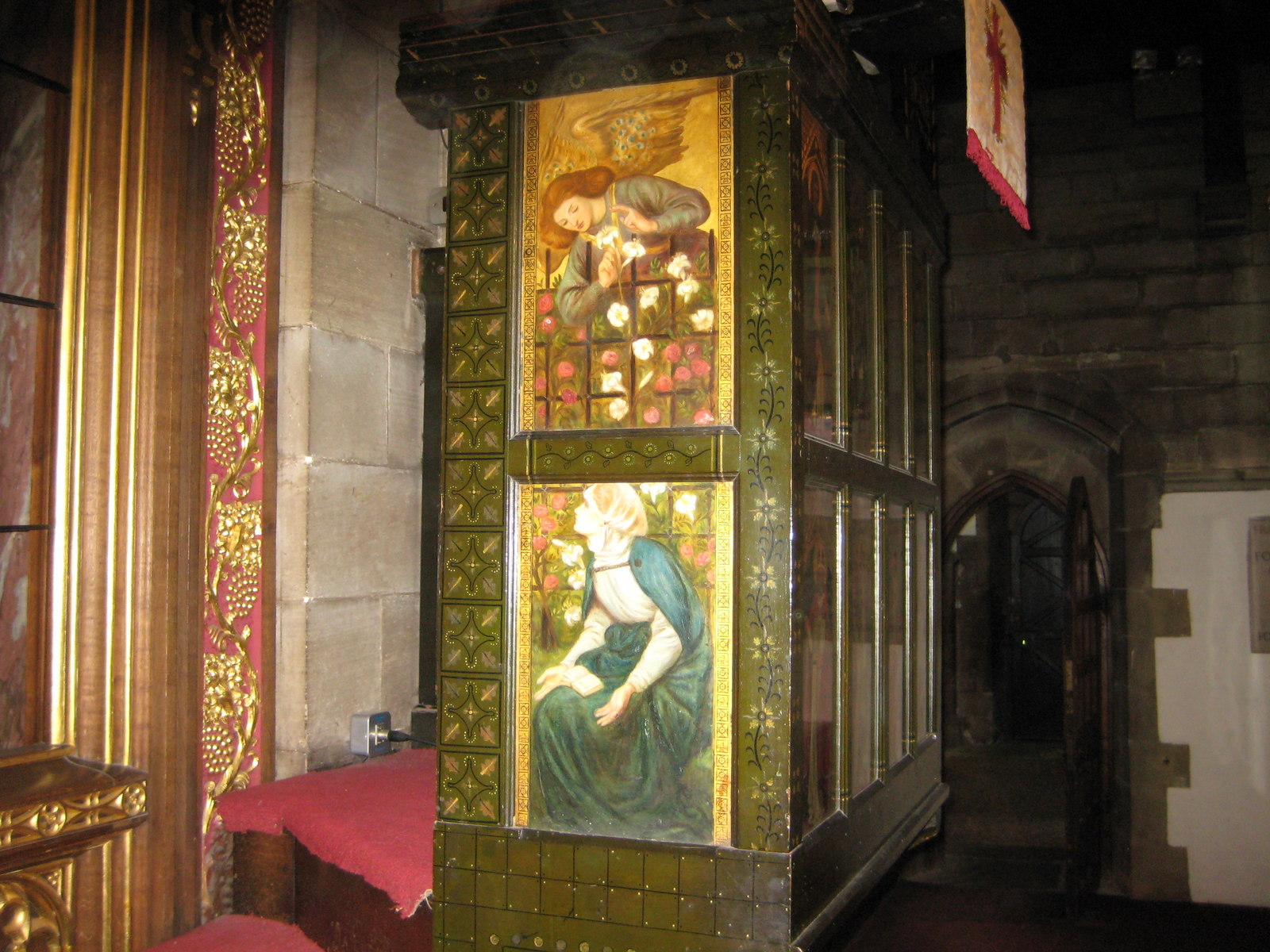
Deux panneaux de la chaire de St Martin-on-the-Hill à Scarborough peints par Dante Gabriel Rossetti.

D'importantes collections d'œuvres préraphaélites sont conservées dans les musées du Royaume-Uni comme la Tate Britain et le Victoria and Albert Museum de Londres, le Birmingham Museum and Art Gallery, la Manchester Art Gallery, la Lady Lever Art Gallery et la Walker Art Gallery de Liverpool. Le musée national d'Australie-Méridionale et le Delaware Art Museum aux États-Unis possèdent les collections d'art préraphaélite les plus importantes en dehors du Royaume-Uni. Le musée d'Art de Ponce à Porto Rico possède également une collection remarquable d'œuvres préraphaélites, dont Le Sommeil d'Arthur à Avalon d'Edward Burne-Jones, la June flamboyante de Frederic Leighton et des œuvres de William Holman Hunt, John Everett Millais, Dante Gabriel Rossetti et Frederick Sandys. La Ger Eenens Collection The Netherlands aux Pays-Bas comprend une œuvre de John Collier, Circé (1885) , présentée à l'Exposition universelle de 1893 à Chicago. L'exposition britannique occupait quatorze salles, d'où une exposition importante de peintres préraphaélites et néo-classiques. Ils ont été extrêmement bien accueillis.
Un ensemble de peintures murales préraphaélites dans l'ancienne bibliothèque de l'Oxford Union Society  représentent des scènes des légendes arthuriennes peintes entre 1857 et 1859 par Dante Gabriel Rossetti, William Morris et Edward Burne-Jones. Les maisons du National Trust au Wightwick Manor (en) de Wolverhampton et à Wallington Hall dans le Northumberland ont toutes deux des collections importantes et représentatives. Le compositeur Andrew Lloyd Webber est un collectionneur passionné d'œuvres préraphaélites et une sélection de 300 pièces de sa collection a été présentée lors d'une exposition à la Royal Academy de Londres en 2003.
Kelmscott Manor, la maison de campagne de William Morris de 1871 jusqu'à sa mort en 1896, appartient à la Society of Antiquaries of London et est ouverte au public. Le manoir est présenté dans les Nouvelles de nulle part de Morris. Il apparaît également à l'arrière-plan de Water Willow (en), un portrait de sa femme, Jane Morris, peint par Dante Gabriel Rossetti en 1871. Des expositions liées aux premières expériences de Morris et Rossetti avec la photographie y sont organisées.
Les édifices religieux sont aussi des lieux de conservation des œuvres préraphaélites. Ainsi St Martin-on-the-Hill à Scarborough dont la décoration du plafond du chœur est réalisée par William Morris et Philip Webb, la chaire est décorée de dix panneaux peints par Dante Gabriel Rossetti, Ford Madox Brown et William Morris, le mur à l'arrière de l'autel présente l'Adoration des Mages d'Edward Burne-Jones, le jubé et les panneaux du retable sont peints par Charles Edgar Buckeridge (en) , les peintures sur le soubassement du buffet de l'orgue sont réalisées par John Roddam Spencer Stanhope.

## Artistes et autres personnalités
Selon les auteurs, les artistes et les personnalités ci-après, autres que ceux de la confrérie, sont qualifiés soit de « proches » soit d'« associés ».

### La confrérie préraphaélite
| - James Collinson (1825-1881, peintre) - William Holman Hunt (1827-1910, peintre) - John Everett Millais (1829-1896, peintre) - Dante Gabriel Rossetti (1828-1882, peintre et poète) | - William Michael Rossetti (1829–1919, écrivain) - Frederic George Stephens (1828-1907, écrivain) - Thomas Woolner (1825-1892, sculpteur et poète) |

### Artistes proches

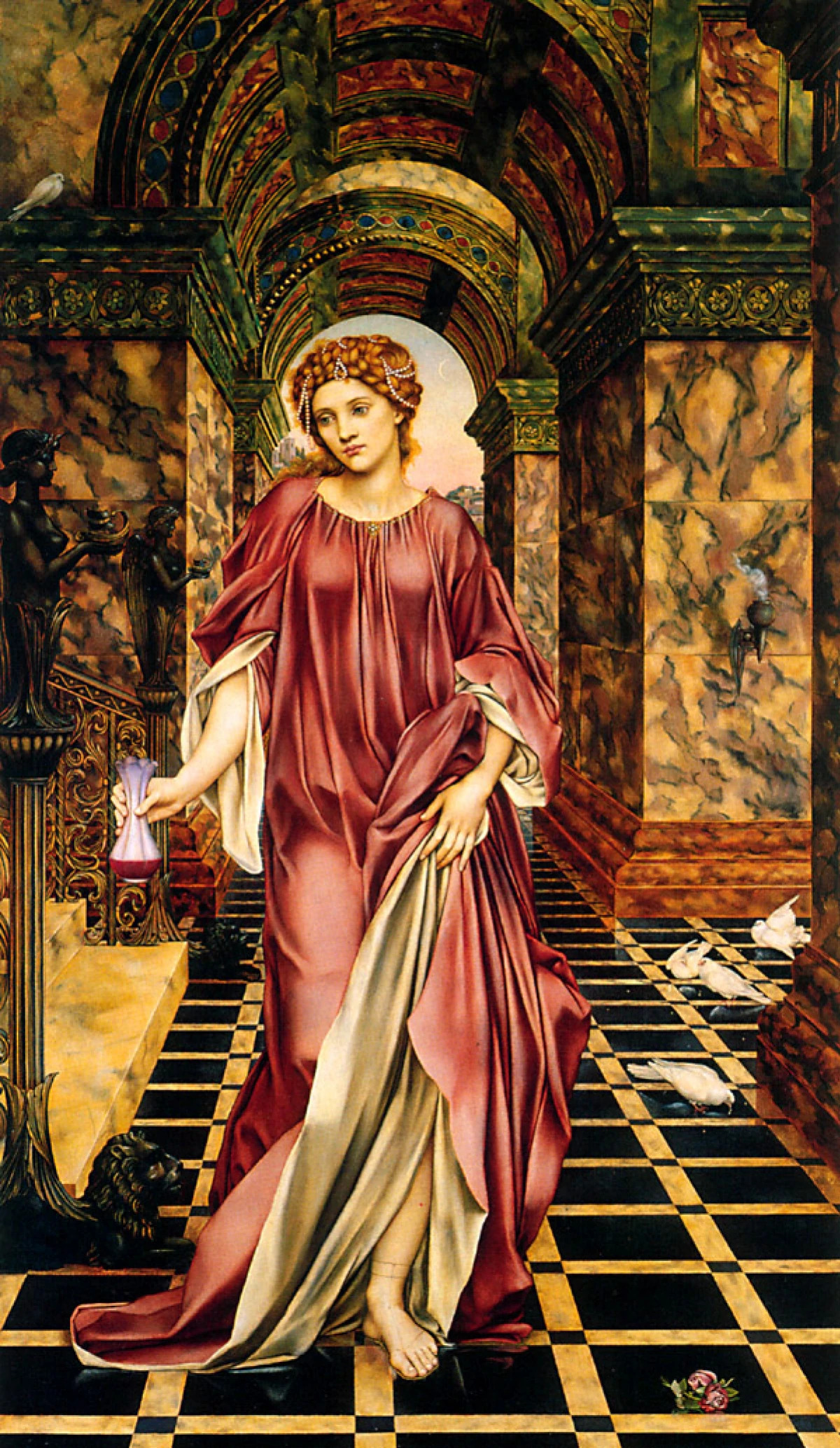
Médée (1889), Evelyn De Morgan, huile sur toile,, Williamson Art Gallery and Museum, Birkenhead. Dans l'esprit du Quattrocento.

| - Louisa Beresford (marquise de Waterford) (1818-1891, peintre et modèle) - John Brett (1831-1902, peintre) - Ford Madox Brown (1821-1893, peintre et dessinateur) - Lucy Madox Brown (1843-1894, peintre et écrivain) - Richard Burchett (en) (1815–1875, peintre et professeur) - Edward Burne-Jones (1833-1898, peintre et dessinateur) - Charles Allston Collins (1828-1873, peintre) - Frank Cadogan Cowper (1877–1958, peintre) - Fanny Cornforth (1835–1909, modèle) - Walter Deverell (1827-1854, peintre) - Fanny Eaton (1835-1924,modèle) - Frederick Startridge Ellis (en) (1830–1901, libraire, éditeur et poète) - John William Godward (1861–1922, peintre) - Effie Gray (1828-1897, modèle) - Henry Holiday (en) (1839–1927, peintre, vitrailliste et illustrateur) - George Howard, comte de Carlisle (1845-1911, peintre et graveur) - Arthur Hughes (1831-1915, peintre et illustrateur) - Edward Robert Hughes (1851-1914, peintre et modèle) - Frederic Leighton (1830-1896, peintre) - Mary Lizzie Macomber (1861-1916, peintre) | - Robert Braithwaite Martineau (1826–1869, peintre) - Annie Miller (1835-1925, modèle) - Evelyn De Morgan (1855-1919, peintre) - Jane Morris (1839-1914, modèle) - May Morris (1862–1938, brodeuse et dessinatrice) - William Morris (1834-1896, dessinateur et écrivain) - Henri Rondel (1857-1919, peintre) - Christina Rossetti (1830-1894, poète et modèle) - John Ruskin (1819-1900, critique) - Emma Sandys (1843–1877, peintre) - Frederick Sandys (1829-1904, peintre) - Thomas Seddon (1821-1856, peintre) - Frederic Shields (en) (1833–1911, peintre) - Elizabeth Siddal (1829–1862, peintre, poète et modèle) - Simeon Solomon (1840-1905, peintre) - Marie Spartali Stillman (1844–1927, peintre) - John Melhuish Strudwick (1849-1937) - Algernon Swinburne (1837-1909, poète) - Henry Wallis (1830-1916, peintre) - William Lindsay Windus (en) (1822–1907, peintre) |

### Artistes associés

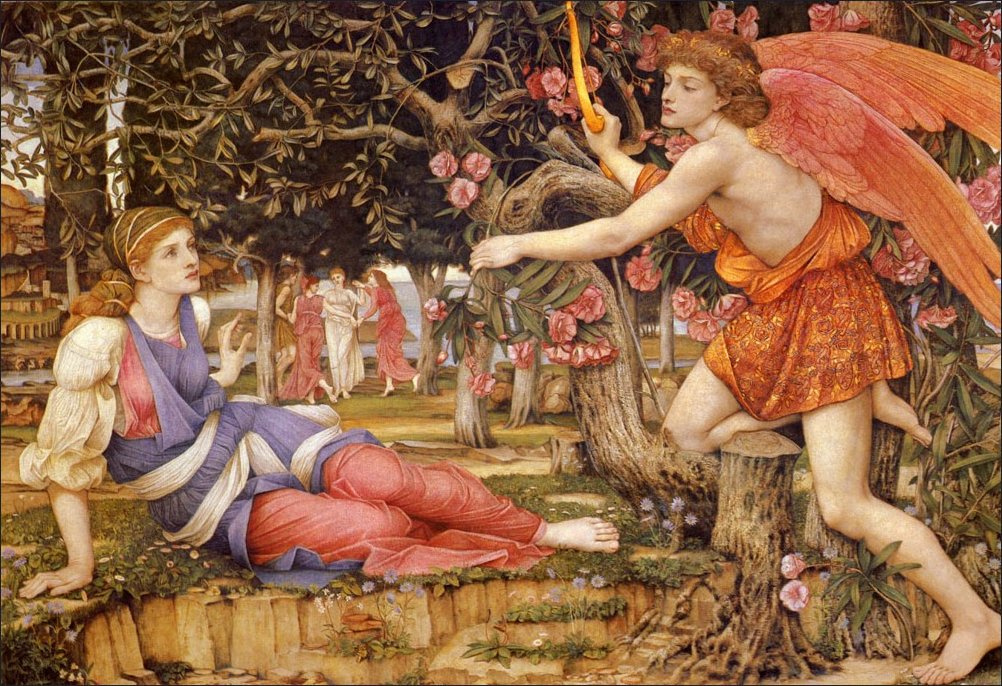
L'Amour et la Jeune Fille (1877), John Roddam Spencer Stanhope, Legion of Honor.

| - Lawrence Alma-Tadema (1836-1912, peintre) - Sophie Gengembre Anderson (1823-1903, peintre) - Wyke Bayliss (1835-1906, peintre) - George Price Boyce (1826-1897, peintre) - Joanna Mary Boyce (1831-1861, peintre) - Frederic William Burton (1816-1900, peintre) - Kate Bunce (en) (1856–1927, peintre) - Julia Margaret Cameron (1815–1879, photographe) - James Campbell (en) (1828–1893, peintre) - John Mulcaster Carrick (1833-1896, peintre) - John Collier (1850-1934, peintre) - William Davis (en) (1812–1873, peintre) - Frank Bernard Dicksee (1853-1928, peintre) - William Dyce (1806-1864, peintre) - Eleanor Fortescue-Brickdale (1872-1945, peintre) - Arthur Gaskin (1862-1928, peintre et graveur) - Thomas Cooper Gotch (1854-1931 (peintre) - Arthur Hacker (1858-1919, peintre) - Charles Edward Hallé (en) (1846–1914, peintre) - Mary Eliza Haweis (1848-1898, peintre et spécialiste de Geoffrey Chaucer) | - William Hole (1846-1917, peintre) - John Lee (en) (1850–1870, peintre) - Edmund Blair Leighton (1852-1922, peintre) - James Lionel Michael (en) (1824-1868, poète mineur et mentor d'Henry Kendall) - Charles William Mitchell (1854-1903, peintre) - Joseph Noel Paton (1821-1901, peintre) - Gustav Pope (en) ((1831–1910, peintre) - Valentine Cameron Prinsep (1838-1904, peintre) - Thomas Buchanan Read (1822-1872, poète et portraitiste) - Henry Meynell Rheam (1859-1920, peintre) - Elizabeth Siddal (1829-1862, peintre, poète et modèle) - Frederick Smallfield (en) (1829–1915, peintre) - James Smetham (1821-1889, peintre) - John Roddam Spencer Stanhope (1829-1908, peintre) - James Tissot (1836-1902, peintre) - Elihu Vedder (1836-1923, peintre) - John William Waterhouse (1849-1917, peintre) - Daniel Alexander Williamson (en) (1823–1903, peintre) - James Abbott McNeill Whistler (1834–1903, peintre) |

## Œuvres

William Holman Hunt, Le Berger mercenaire, 1851.
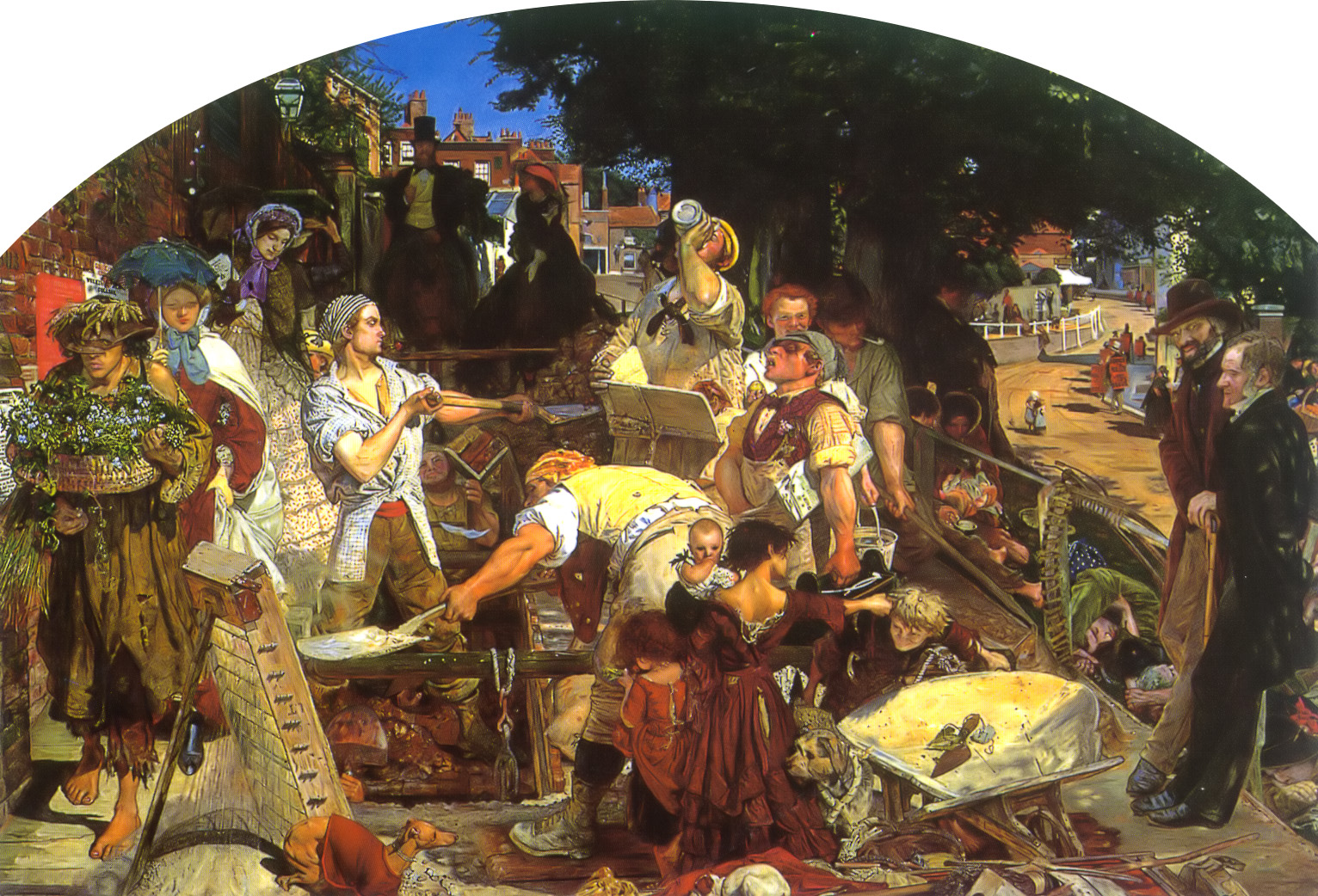
Ford Madox Brown, Le Travail, 1852-1865.
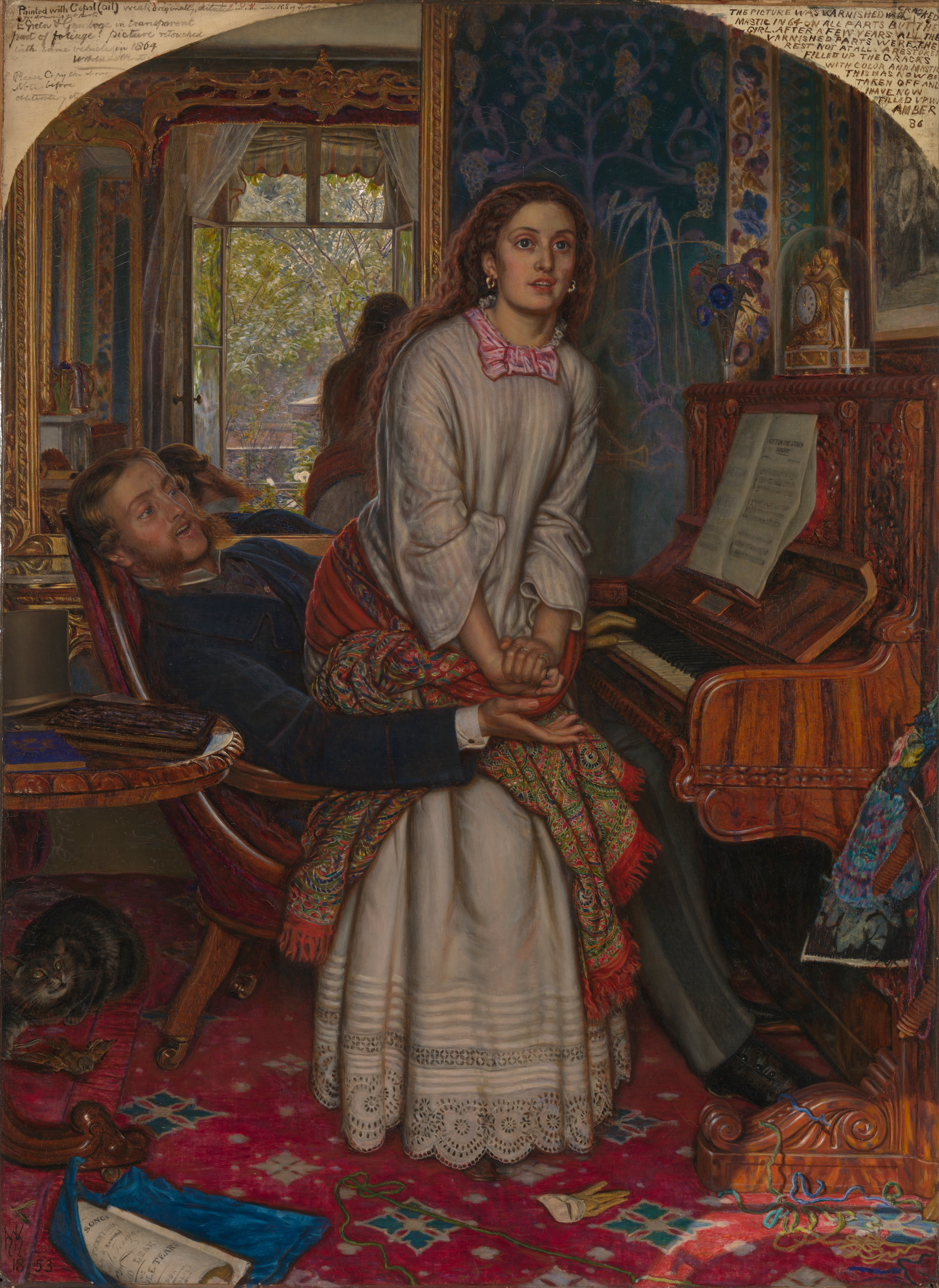
William Holman Hunt, L'Éveil de la conscience, 1853.
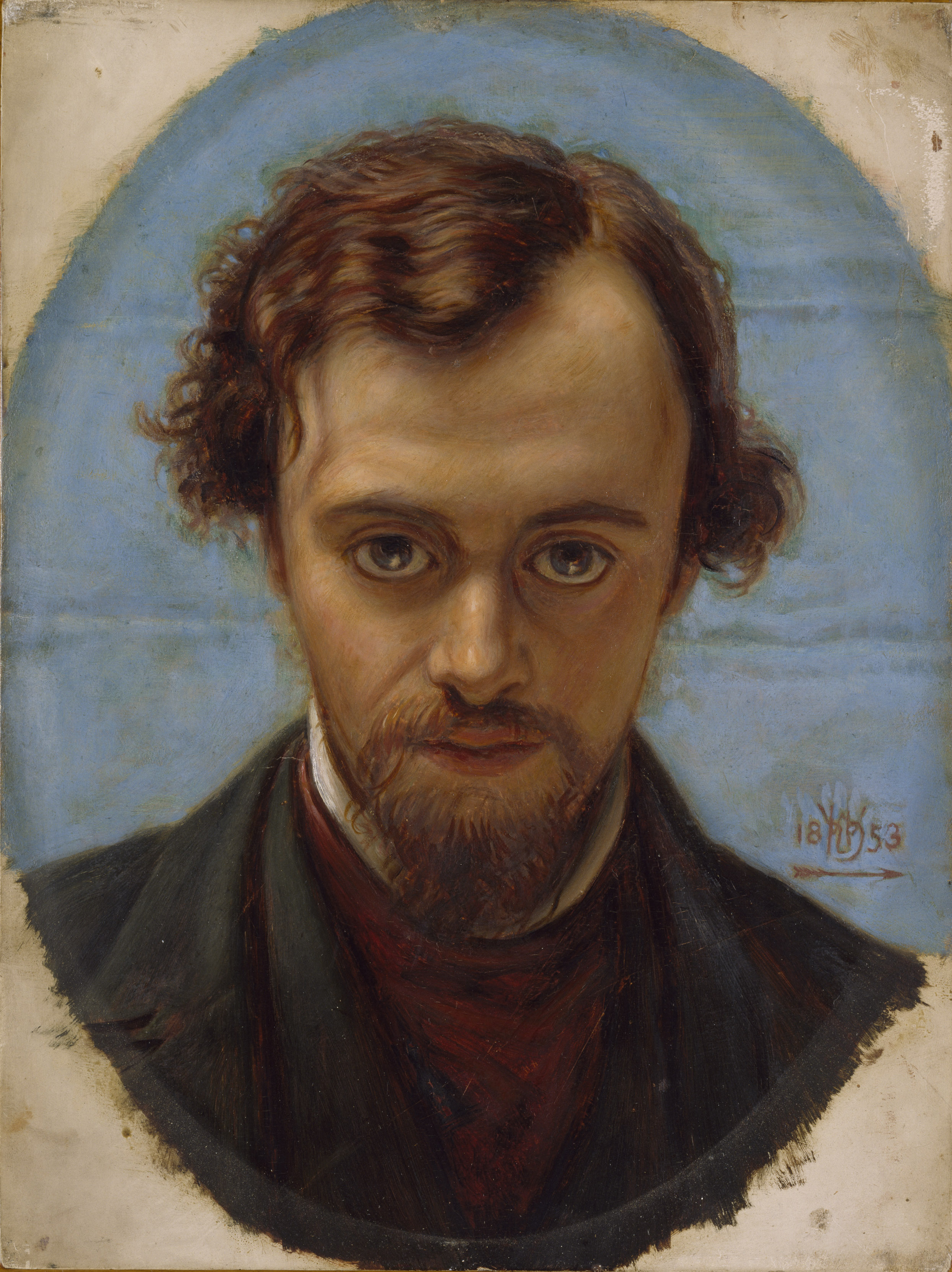
William Holman Hunt, Portrait de Dante Gabriel Rossetti à l'âge de 22 ans, 1853.
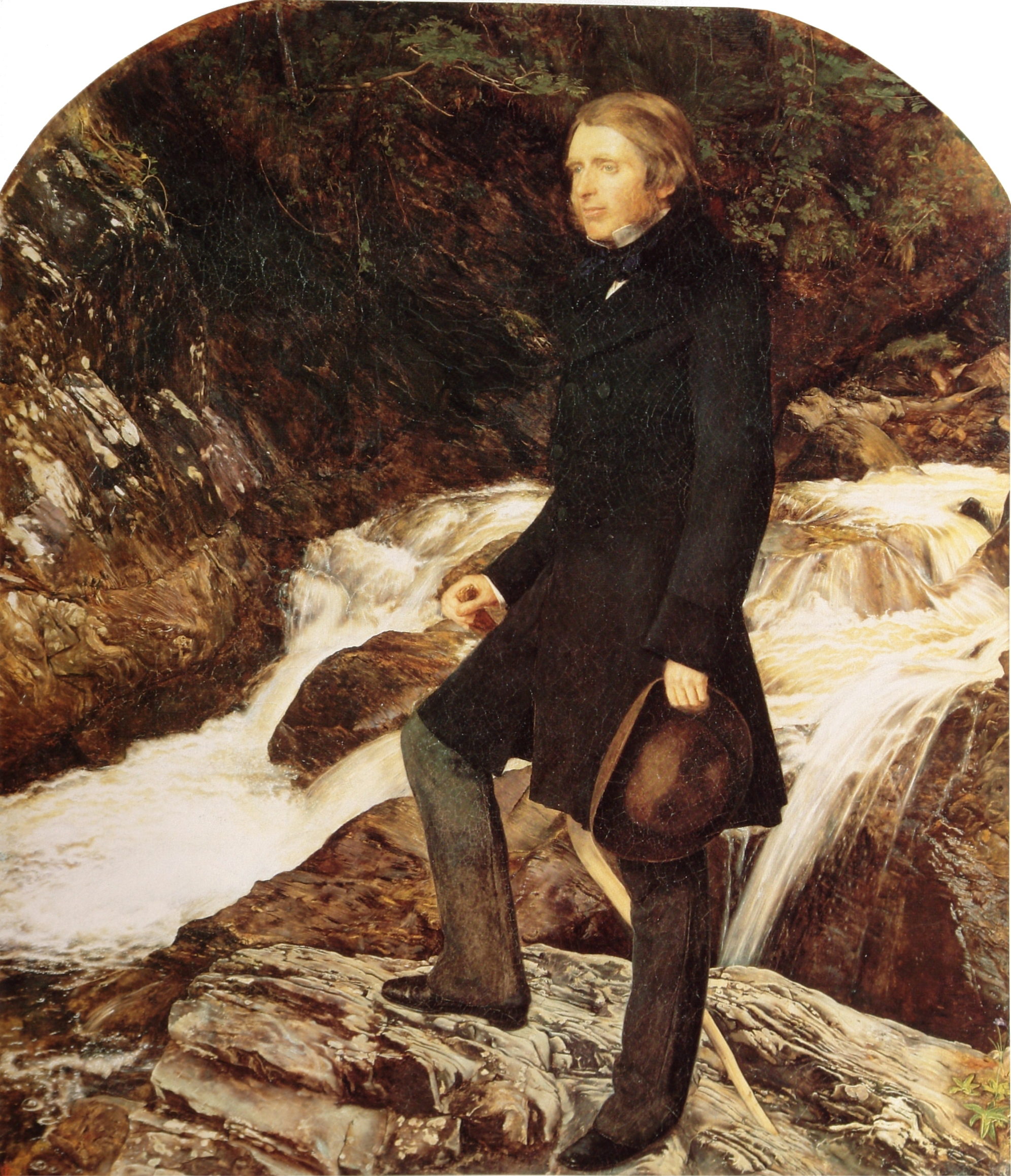
SirJohn Everett Millais, John Ruskin, 1853-1854.
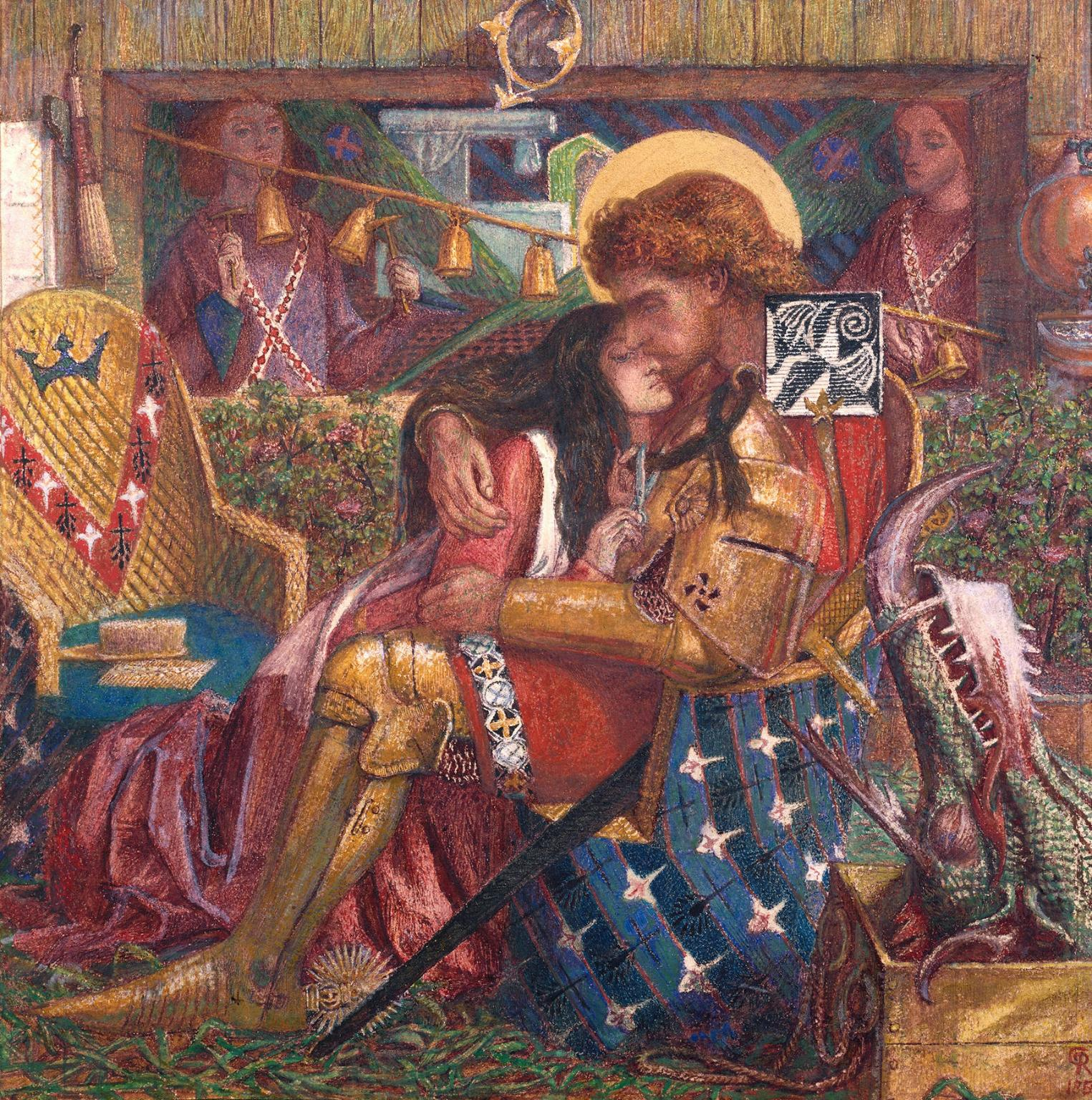
Dante Gabriel Rossetti, Le Mariage de saint Georges avec la princesse Sabra, 1857.
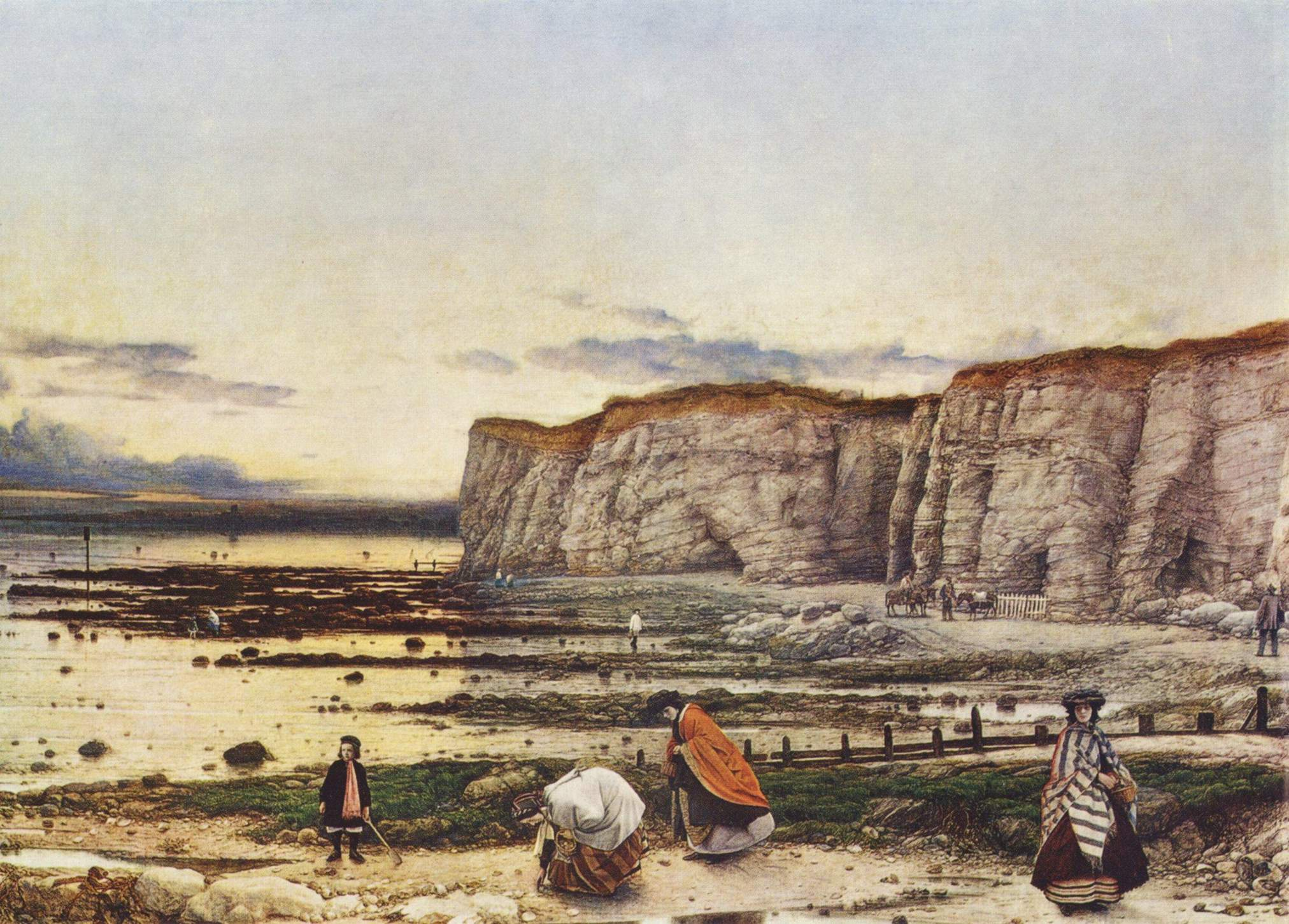
William Dyce, Pegwell Bay, Kent: a Recollection of October 5th 1858, 1858-1860.
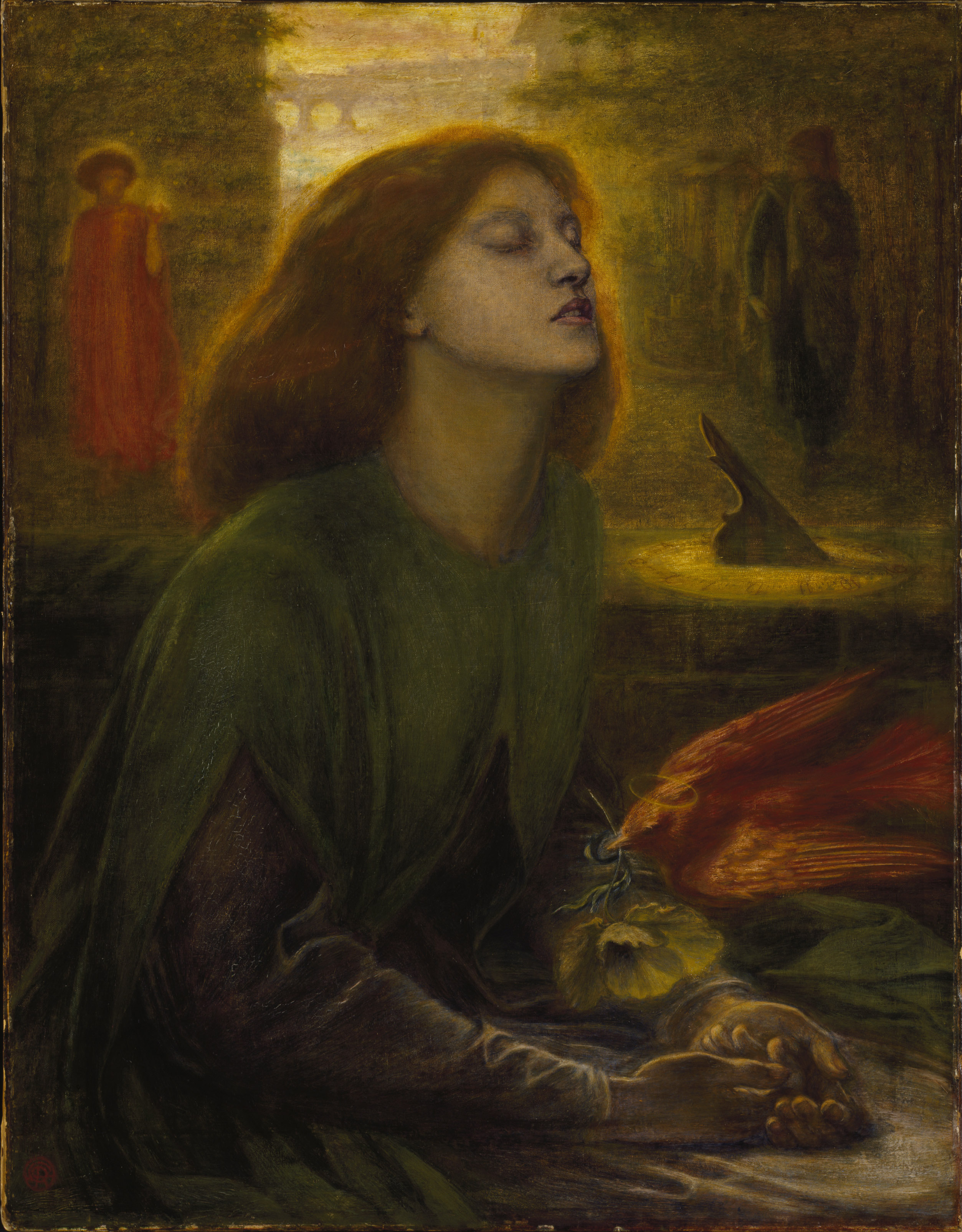
Dante Gabriel Rossetti, Beata Beatrix, 1863.
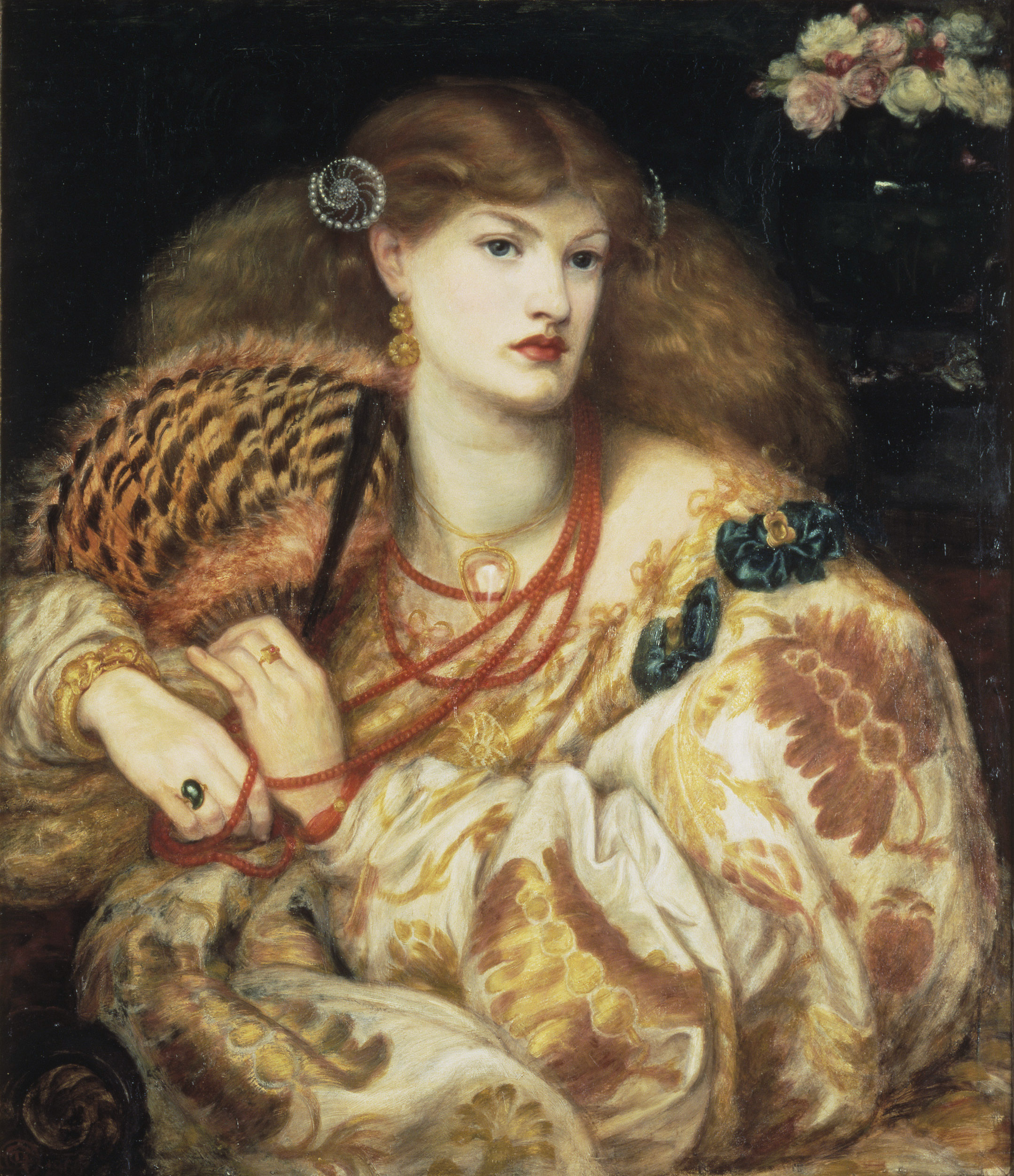
Dante Gabriel Rossetti, Monna Vanna, 1866.
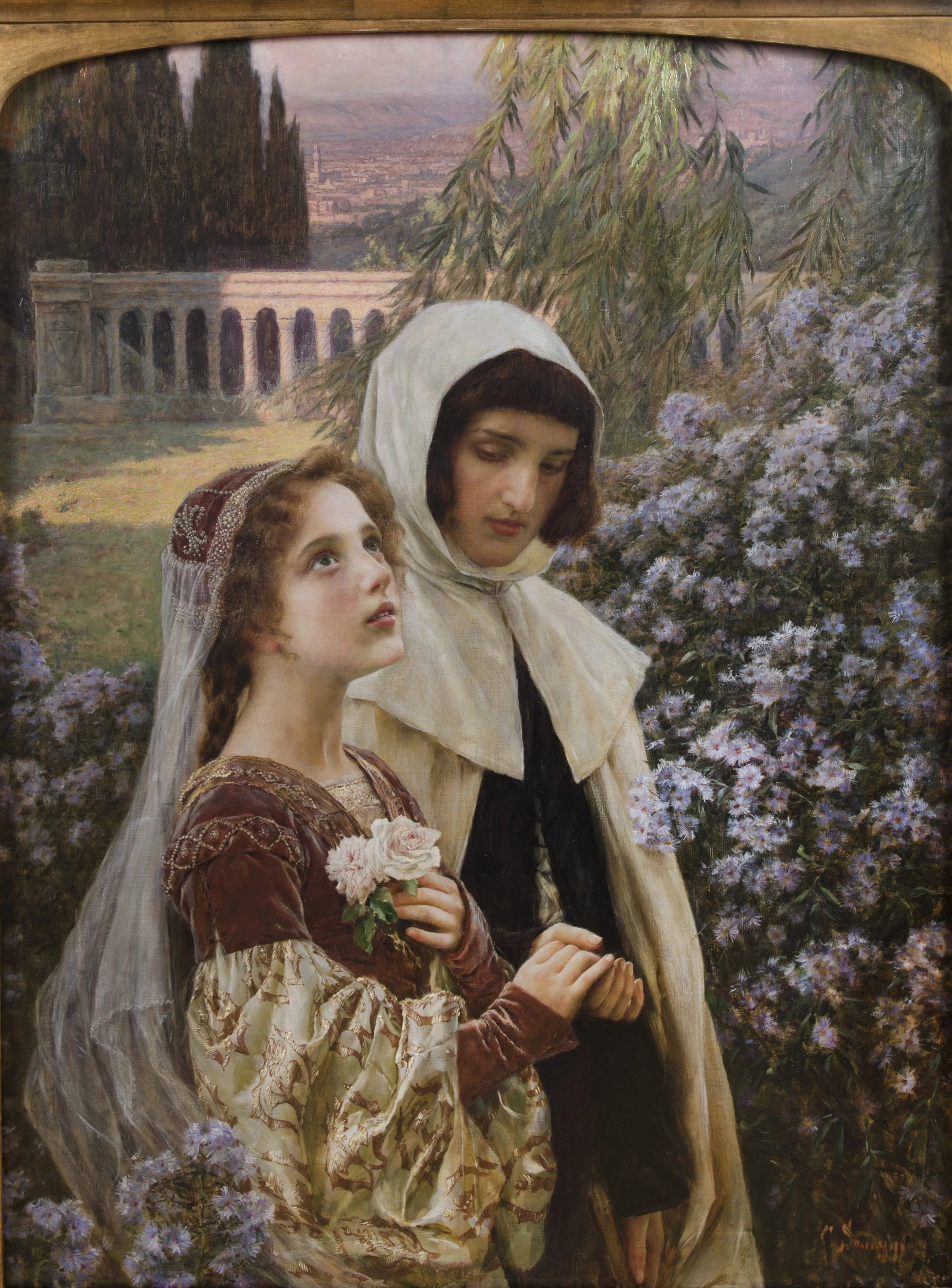
Incipit vita nova, 1903, Cesare Saccaggi.

## Publication
- (en) William Holman Hunt, Pre-Raphaelitism and the Pre-Raphaelite Brotherhood, Londres/New York, The Macmillan Company, 1905 (présentation en ligne, lire en ligne)